# Ripes

Mapa de la antigua Acaya. Ripes estaba cerca de Egio, aunque la identificación que se da en el mapa no es la única que se ha propuesto.

Ripes (en griego antiguo, Ῥύπες) es el nombre de una antigua ciudad griega de Acaya. Se trataba de una de las doce ciudades en las que se dividió la región cuando los aqueos llegaron a ella.
Pausanias sitúa las ruinas de Ripe a treinta estadios de Egio y comenta que sus habitantes se trasladaron a Patras después de que la ciudad de Ripe fuera destruida por Augusto.
En época de Estrabón estaba deshabitada y su territorio, llamado Rípide, estaba repartido entre Egio y Faras. A Rípide pertenecía un demo llamado Leuctro. Miscelo, el fundador de Crotona, era de Ripes. En su territorio se encontraba el puerto de Erineo.
Su localización exacta no es segura. Se ha sugerido que Ripes estaba situada cerca de Rododafni, al oeste de Egio, pero otros estudiosos han realizado otra sugerencia alternativa según la cual debe identificarse con un lugar del sudoeste de Egio, cerca de Hatzís.